# 希皮夫齊
48°49′48″N 25°49′17″E / 48.83000°N 25.82139°E
希皮夫齊（烏克蘭語：Шипівці）是位於烏克蘭西部特諾皮爾州裏喬爾特基夫區的村莊，始建於1530年，面積12.1平方公里，2001年人口895，人口密度每平方公里73.7人。